# 舟波真一
舟波 真一（ふなみ しんいち、1971年8月11日 ‐ ）は、日本の理学療法士、実業家。
理学療法士として臨床数はのべ8万人にのぼる。

## 人物
新潟県出身。統合的運動生成概念およびBiNI Approach（Biomechanics and Neuroscience Integrative Approach）という独自理論を確立。
- 日本理学療法士協会認定 専門理学療法士（神経系）
- 日本福祉大学大学院 博士前課程修了（人間環境情報修士）

## 略歴
国立犀潟病院附属リハビリテーション学院を卒業後、理学療法士として、新潟県立小出病院および諏訪赤十字病院リハビリテーションセンター病院にて、脳梗塞後のリハビリに苦しむ患者のケアに尽力。より優れた技術・知識を習得すべく、就労中に、日本福祉大学大学院（博士前期課程）に入学。卒業後は、講師活動を通じ、リハビリ技術の更なる向上の大切さにつき、理学療法士への啓蒙活動を実施するとともに、統合的運動生成概念およびバイニーアプローチ（BiNI Approachi - Biomechanics　and Neuroscience Integrative Approach）という独自理論を確立し、バイニーリハビリセンターを開設。バイニーアプローチに基づく、力を入れないリハビリを展開。麻痺・いたみ・しびれに苦しむ方々を施術、機能改善に努めている。

## 主な著書
- 「運動の成り立ちとは何か?-理学療法・作業療法のためのBiNI-」（共著、文光堂）
- 「BiNI-Approach-運動の成り立ちから導く、治療をシンプルにする法則性-」（共著、文光堂）
- 「身体が求める運動とは何か-法則性を活かした運動誘導-」（共著、文光堂）
- 「痛みはうつぶせで治しなさい-腰痛、ひざ痛、肩こりのない長持ちするからだをつくるには-」（共著、小学館）